# Fromis 9
fromis_9 (koreansk 프로미세나인 eller 프로미스 9), stiliseret som fromis_9, er en sydkoreansk pigegruppe dannet af CJ E & M gennem 2017 reality show Idol School . Gruppen er sammensat af 9 medlemmer: Roh Ji-sun, Song Ha-young, Lee Sae-rom, Lee Chae-young, Lee Na-gyung, Park Ji-won, Lee Seo-yeon, Baek Ji-heon og Jang Gyu-ri.  
Gruppen debuterede den 24. januar 2018 under Stone Music Entertainment med udgivelsen af deres første EP, To. Heart. I september 2018 blev det bekræftet, at fromis_9 ville blive administreret af Off The Record Entertainment, et nyt label etableret af Stone Music. 

## Navn
Gruppens navn fromis_ blev foreslået af netbrugere via den officielle Idol School webside og valgt af CJ E&amp;M. Navnet stammer fra "From Idol School" og "Promise" som udtalt på koreansk også betyder "at holde deres løfte [til seerne] om at være den bedste pigegruppe". Gennem offentliggørelsen af deres sociale medie-konti af deres pladeselskab besluttede gruppen at tilføje 9 til deres navn, så det blev fromis_9.

### Før-debut: Dannelse gennemIdol Schoolog "Glass Shoes"
I marts 2017 blev det annonceret, at Mnet, den samme kanal der var ansvarlig for adskillige bemærkelsesværdige survival shows inkl. Sixteen og Produce 101, ville lancere et nyt reality survival show med titlen Idol School, for at danne en ny pigeregruppe.  Showet havde premiere den 13. juli og sluttede den 29. september 2017 med Roh Ji-sun, Song Ha-young, Lee Sae-rom, Lee Chae-young, Lee Na-gyung, Park Ji-won, Lee Seo-yeon, Baek Ji-heon og Jang Gyu-ri som de ni medlemmer af fromis_9. Det endelige line-up blev udelukkende besluttet gennem live- og onlinestemmer fra seerne.    Pledis Entertainment, ledet af CEO Han Sung-soo, administrerede gruppens træning og debut. 
fromis_9 havde premiere på deres eget reality-program den 19. oktober med titlen Fromis's Room om deres vej til debuten. Den fulgte formatet på en simulcast, hvor den kombinerede forindspillede materialer og gentagelser af Facebook Live-udsendelser fra deres hjem.  Gruppens navn blev senere ændret til fromis_9, efter den sidste episode af Fromis's Room den 23. november, hvor "9" betyder de ni studerende, der dimitterede fra Idol School. 
Den 29. november optrådte fromis_9 med deres pre-debut single med titlen "Glass Shoes" ved 2017 Mnet Asian Music Awards i Japan. Sangen blev udgivet som en digital single dagen efter.   De optrådte også med sangen den 15. december på Music Bank. Det markerede gruppens første optræden på et musikprogram. 

### 2018: Debut medTo. HeartogTo. Day
Den 8. januar 2018 blev det annonceret, at fromis_9 officielt skulle debutere med deres første EP med titlen To. Heart.    EP'en blev sammen med sin lead single "To Heart" udgivet den 24. januar. EP'en debuterede som nummer 4 på Gaon Album Chart udstedt den 27. januar 2018. 
Den 10. maj blev det bekræftet, at Jang Gyu-ri var kommet ind som deltager i Produce 48. fromis_9 fortsatte som en gruppe på otte medlemmer og udgav deres anden EP, To. Day den 5. juni uden Jang Gyu-ri pga. hendes deltagelse i showet. fromis_9 gik tilbage til at være en gruppe med ni medlemmer, da Jang Gyu-ri blev elimineret i 3. eliminering i Produce 48, da hun blev placeret på 25. pladsen.
Fra den 21. september ville fromis_9 blive administreret under Off The Record Entertainment, et nyt pladeselskab, der udelukkende blev etableret for fromis_9 og den sydkoreansk-japanske pigeregruppe, IZ*ONE.
Gruppen udgav et specielt singlealbum navngivet From.9 den 10. oktober med titelsangen "LOVE BOMB," som har nået over 10 millioner visninger på YouTube. Det var det første comeback med alle 9 medlemmer, efter Jang Gyu-ri kom tilbage.
Den 15. oktober debuterede fromis_9 som skuespillere i en web-serie, som hedder Welcome to Heal Inn på deres officielle VLive-side. Den blev dog filmet under Jang Gyu-ris fravær. 

### 2019:Fun Factory
Den 8. februar 2019 blev en anden kort sæson med Welcome to Heal Inn annonceret til vintersæsonen, denne gang med Jang Gyu-ri tilføjet som en ny rejsende.  I maj debuterede Jang Gyu-ri som soloskuespiller i webdramaen Compulsory Dating Education.
Den 4. juni udgav fromis_9 deres første singlealbum Fun Factory med titelsangen "FUN!".  Albummet nåede nummer 2 på Gaon Album Chart, som var en ny rekord for gruppen. 

## Medlemmer
- Lee Sae-rom (Koreansk: 이새롬)
- Song Ha-young (송하영)
- Jang Gyu-ri (장규리)
- Park Ji-won (박지원)
- Roh Ji-sun (노지선)
- Lee Seo-yeon (이서연)
- Lee Chae-young (이채영)
- Lee Na-gyung (이나경)
- Baek Ji-heon (백지헌)

### Musikvideoer
| År   | Musikvideo                | Album            | Instruktør (er) | Ref.   |
| ---- | ------------------------- | ---------------- | --------------- | ------ |
| 2017 | " (유리구두) " (유리구두) | Non-album single | VISUALSFROM.    | [ 28 ] |
| 2018 | "To Heart"                | To. Heart        | Digipedi        | [ 29 ] |
| 2018 | "DKDK" (두근두근)         | To. Day          | Digipedi        | [ 30 ] |
| 2018 | "Love Bomb"               | From.9           | Digipedi        | [ 31 ] |
| 2019 | "Fun!"                    | Fun Factory      |                 |        |

1. ↑  '아이돌학교' 프로미스 탄생, 센터는 노지선 "믿음 잃지 않고 열심히 하겠다" (koreansk). Seoul Newspaper. Arkiveret fra originalen 30. september 2017. Hentet 30. september 2017.
2. ↑  "Best Rank 1~9". Idol School (koreansk). CJ Digital Music. Arkiveret fra originalen 30. september 2017. Hentet 30. september 2017.
3. 1 2  Lee, Ha-na. "[신곡배달] 아홉 소녀들의 수줍은 고백···프로미스나인 'To. Heart'" (koreansk). Sedaily. Arkiveret fra originalen 25. januar 2018. Hentet 24. januar 2018.
4. 1 2  "오프더레코드 "오늘부터 아이즈원X프로미스나인 소속사, 전폭지원" [공식입장 전문]". Sports Donga (koreansk). 21. september 2018. Arkiveret fra originalen 4. oktober 2018. Hentet 13. september 2019.
5. ↑  "Arkiveret kopi". Arkiveret fra originalen 21. juli 2019. Hentet 13. september 2019.
6. ↑  Jo, Yeon-eul. "[★밤TView]'아이돌학교' 노지선 1등..프로미스 데뷔 9인 확정" (koreansk). Star News. Arkiveret fra originalen 30. september 2017. Hentet 30. september 2017.
7. 1 2  Lee, Yoo-na. "[공식]'아이돌학교' 출신 걸그룹 'fromis_9' 최종 확정 '데뷔 초읽기'" (koreansk). Sports Chosun. Arkiveret fra originalen 1. december 2017. Hentet 24. november 2017.
8. ↑  Lee, Ah-young. "Mnet 걸그룹 육성 예능 '아이돌학교' 론칭…"졸업 즉시 데뷔" (공식)" (koreansk). Xports News. Arkiveret fra originalen 30. september 2017. Hentet 30. september 2017.
9. ↑  Yoon, Min-sik. "Wannabe K-pop stars enroll in 'Idol School'". Herald Corporation. Arkiveret fra originalen 4. oktober 2017. Hentet 30. september 2017.
10. ↑  Lee, Seung-gil. "'아이돌학교' PD "'프듀101'과 차이점? 연습생 아닌 일반인"" (koreansk). My Daily. Arkiveret fra originalen 30. september 2017. Hentet 30. september 2017.
11. ↑  Park, Gwi-im. '아이돌학교' 데뷔조 1등, 걸그룹 센터→리얼리티까지 '파격 혜택' [공식] (koreansk). TV Report. Arkiveret fra originalen 30. september 2017. Hentet 30. september 2017.
12. ↑  Park, Gwi-im. "뉴이스트X세븐틴 대표, '아이돌학교' 데뷔조 9명 프로듀싱 확정 [공식]" (koreansk). TV Report. Arkiveret fra originalen 30. september 2017. Hentet 30. september 2017.
13. ↑  Jeong, Jun-hwa. [단독] '아이돌학교' 데뷔팀 新 예능..'프로미스의 방' 19일 첫방 확정 (koreansk). Sports Chosun. Arkiveret fra originalen 16. oktober 2017. Hentet 16. oktober 2017.
14. ↑  Jeong, Ji-won. "[공식입장] '아이돌학교' 프로미스나인, MAMA서 프리데뷔곡 최초 공개" (koreansk). Osen. Arkiveret fra originalen 1. december 2017. Hentet 29. november 2017.
15. ↑  "fromis_9 PRE-DEBUT SINGLE". Naver Music (koreansk). Naver Corp. Arkiveret fra originalen 13. januar 2020. Hentet 30. november 2017.
16. ↑  Park, Seo-hyun. [포인트1분]"학교 졸업"…프로미스9, 상큼발랄 담은 퍼포먼스 (koreansk). Herald Pop. Arkiveret fra originalen 16. december 2017. Hentet 16. december 2017.
17. ↑  Yoon, Min-sik. "From 'Idol School,' fromis_9 to debut Jan. 24". Herald Corporation. Arkiveret fra originalen 13. januar 2018. Hentet 14. januar 2018.
18. ↑  Yoo, Byung-cheol. "프로미스나인, 데뷔 앨범 트랙리스트 공개…타이틀곡은 '투 하트(To Heart)'" (koreansk). Korea Economic TV. Arkiveret fra originalen 15. januar 2018. Hentet 14. januar 2018.
19. ↑  Kim, Joo-ae. 프로미스나인, 데뷔 앨범 '투. 하트' 티저 영상 공개…싱그러운 소녀美 (koreansk). Xports News. Arkiveret fra originalen 14. januar 2018. Hentet 14. januar 2018.
20. ↑  "2018년 04주차 Album Chart". Gaon Music Chart (koreansk). 21.-27. januar 2018. Arkiveret fra originalen 1. februar 2018. Hentet 13. september 2019.{{cite news}}:  CS1-vedligeholdelse: Dato-format (link)
21. ↑  "Arkiveret kopi". Sports Chosun (koreansk). 4. maj 2018. Arkiveret fra originalen 13. januar 2020. Hentet 13. september 2019.
22. ↑  Yoon, Sang-geun. "프로미스나인, 장규리 제외 8인조 6월 5일 컴백(공식)". Star News. Arkiveret fra originalen 22. maj 2018. Hentet 21. maj 2018.
23. ↑  "[V LIVE] [그래도 괜찮은, 회복회] PROLOGUE_어서오세요. 그래도 괜찮은, 회복회입니다" (engelsk). Arkiveret fra originalen 16. oktober 2018. Hentet 2018-10-16.
24. ↑  "[📢fromis_9]". channels.vlive.tv (engelsk). Arkiveret fra originalen 9. februar 2019. Hentet 2019-02-09.
25. ↑  "LOONA's Chuu, KNK's Seoham, fromis_9's Jang Gyuri, And More To Star In Web Drama Together". Soompi (engelsk). 2. maj 2019. Arkiveret fra originalen 12. maj 2019. Hentet 2019-05-12.
26. ↑  단독 프로미스나인, 6월4일 컴백 확정…7개월만에 신곡 발표 Arkiveret 1. juni 2019 hos  Wayback Machine (koreansk)
27. ↑  "Gaon Album Chart – Week 23, 2019". Gaon Chart (koreansk). Arkiveret fra originalen 13. juni 2019. Hentet 13. juni 2019.
28. ↑  "유리구두 - Fromis9". Vimeo. 2017-11-30. Hentet 29. november 2017.
29. ↑  "fromis_9 "To Heart"". Digipedi. 2018-01-24. Arkiveret fra originalen 20. februar 2019. Hentet 24. januar 2018.
30. ↑  "Music Video for Fromis_9 "DKDK" (두근두근)". Vimeo. 2018-06-19. Arkiveret fra originalen 23. juni 2018. Hentet 19. juni 2018.
31. ↑  "Fromis_9 "Love Bomb"". Digipedi. 2018-10-10. Arkiveret fra originalen 26. januar 2019. Hentet 10. oktober 2018.